# Emilija Baranac
Emilija Baranac (sr. Емилија Баранац; ur. 4 sierpnia 1994 w Vancouver) – kanadyjska aktorka i modelka.

## Życiorys
Baranaca urodziła się w 1994 roku w Vancouver w serbskiej rodzinie.
Od 2017 roku grała Midge Klump w serialu telewizyjnym Riverdale. W 2018 roku zagrała w filmie Netfliksa Do wszystkich chłopców, których kochałam, jako Genevieve.

## Filmografia

### Film
| Rok  | Tytuł                                         | Rola              | Uwagi          |
| ---- | --------------------------------------------- | ----------------- | -------------- |
| 2013 | Aliens in the House                           | Sophie            |                |
| 2015 | Love You to Death                             | Paige Winters     |                |
| 2017 | Deadly Sorority                               | Kristina Roberts  |                |
| 2018 | Do wszystkich chłopców, których kochałam      | Genevieve         | film Netfliksa |
| 2019 | Tempting Fate                                 | Olivia Cartwright |                |
| 2020 | Do wszystkich chłopców: P.S. Wciąż cię kocham | Genevieve         | film Netfliksa |
| 2021 | Do wszystkich chłopców: Zawsze i na zawsze    | Genevieve         | film Netfliksa |
| 2021 | There’s Someone Inside Your House             | Hailey Holcomb    |                |

### Telewizja
| Rok       | Tytuł                          | Rola             | Uwagi                                     |
| --------- | ------------------------------ | ---------------- | ----------------------------------------- |
| 2015      | Nie z tego świata              | Crystal Thorrson | odcinek Brother's Keeper                  |
| 2016      | #Sti                           | Emily            | odcinek A Weekend to Remember             |
| 2017      | Beyond                         | Jamie            | 4 odcinki                                 |
| 2017–2019 | Riverdale                      | Midge Klump      | 9 odcinków                                |
| 2019–2021 | Charmed                        | Heidi            | 3 odcinki                                 |
| 2019      | Chilling Adventures of Sabrina | Audrey           | odcinek Doctor Cerberus's House of Horror |